# Transjön (Älgarås socken, Västergötland)
Transjön är en sjö i Töreboda kommun i Västergötland och ingår i Motala ströms huvudavrinningsområde.